# Epigenetik
Epigenetik är den del av genetiken som behandlar förändringar i genuttryck eller fenotyp som är oberoende av förändringar i DNA-sekvensen. Epigenetiken handlar om hur DNA läses av och hur DNA uttrycks. Cellens tillstånd i detta hänseende – det vill säga dess epigenom – kan leda till att generna omprogrammeras och därför uttrycks annorlunda än vad DNA:t signalerar. Epigenomets signaler kan med andra ord överrösta det DNA som ärvts från föräldrarna. Epigenomet påverkas av den yttre miljön (diet, gifter, hormoner, miljöfaktorer med mera).
Prefixet epi kommer av grekiskans επί vilket betyder "på", och syftar till att förändringarna sker utanför själva DNA-sekvensen.
I flercelliga organismer utvecklas flera olika celltyper som ger upphov till olika vävnader och organ. Denna differentiering till olika celltyper sker genom att gener stängs av eller sätts på. När en differentierad cell sedan delar sig, bibehålls genuttrycket i dottercellerna, så kallad epigenetisk nedärvning.
Epigenetiska mekanismer påverkas av faktorer såsom ålder, kemikalier, droger och diet.

## Historia
Epigenetik är ett begrepp som har definierats på olika sätt och historiskt har det använts för att beskriva det som inte kunnat förklaras av genetik. Enligt Conrad Waddington, som anses ha myntat uttrycket (1942), syftade epigenetik till hur genotypen ger upphov till fenotypen. I denna definition ligger fokus på epigenetikens roll i utvecklingen där gener interagerar med varandra och miljön för att i zygoten ge upphov till en fenotyp. Geners roll i nedärvningen var då inte känd. Idag används epigenetik för att definiera ärftliga förändringar i fenotypen som inte kan förklaras av mutationer i DNA-sekvensen. Detta omfattar den nedärvning av epigenetiska förändringar som sker mellan celler och spelar en viktig roll i celldifferentieringen, men även nedärvning mellan individer.

## Mekanismer

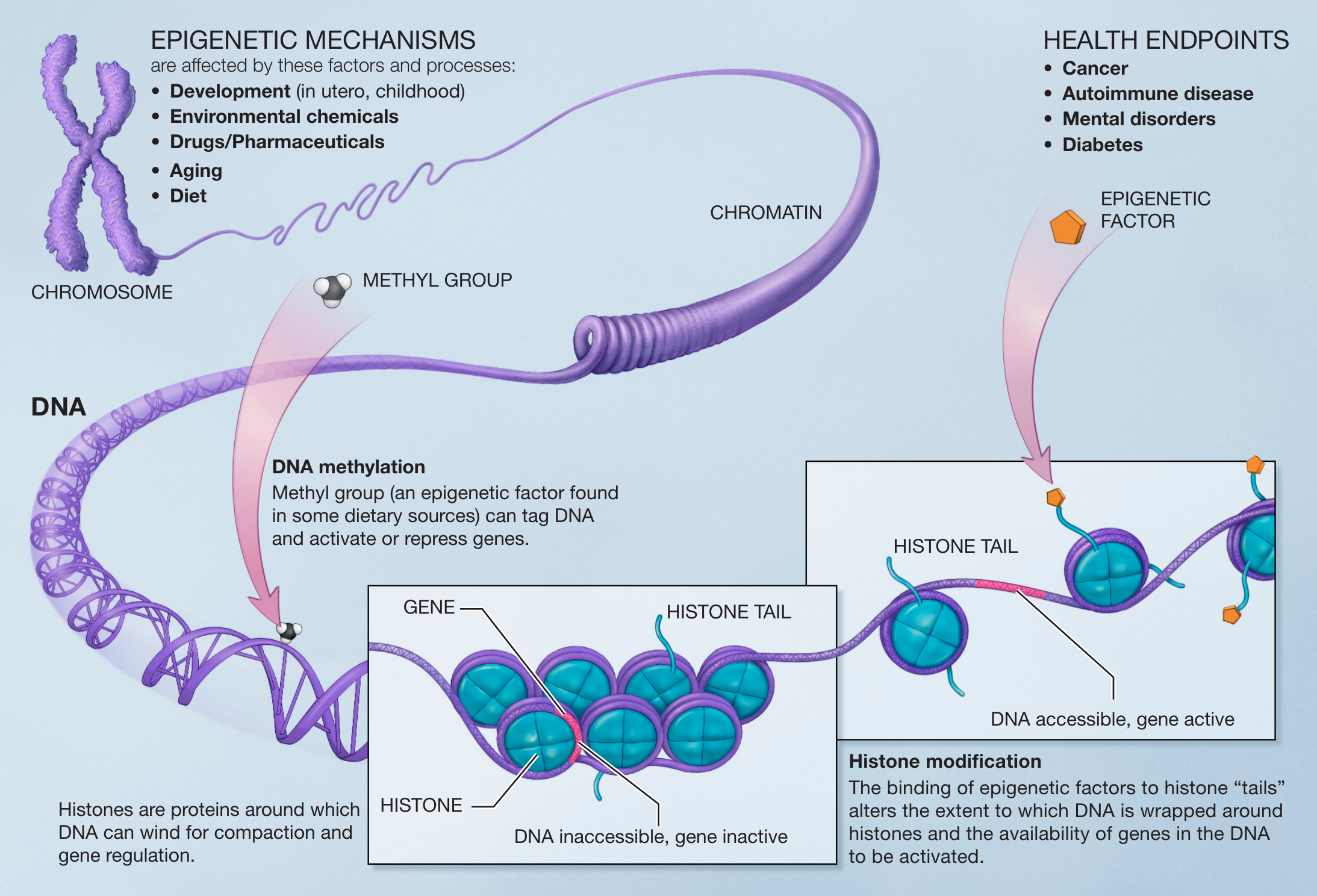
Epigenetiska mekanismer.

### DNA-metylering
DNA-metylering innebär att metylgrupper adderas till nukleotider. Hos ryggradsdjur (vertebrater) sker metylering av basen cytosin i sekvenser bestående av cytosin och guanin (CG-sekvenser). Dessa sekvenser är ojämnt distribuerade i genomet. Regioner där CG-sekvenser är vanligare kallas CpG-öar och återfinns ofta i närheten av promotorer. Speciella enzymer, metyltransferaser, känner igen CG-sekvenser där enbart den ena strängen är metylerad. Genom att använda den metylerade strängen som mall, adderas metylgrupper till nysyntetiserade DNA-strängar och på så vis överförs metyleringsmönster till dotterceller.
DNA-metylering leder till tystandet av gener, transkriptionsnivån är låg i CG-områden med mycket metyleringar. Tystandet kan ske genom att de metylerade CG-områdena befinner sig i en gens promotor och därför hindrar transkriptionsfaktorer att binda till DNA. Det kan också bero på att metylbindande proteinkomplex binder till metylgrupperna och på så vis hindrar transkription. DNA-metylering kan även påverka genuttryck av mikroRNA.

### Histonmodifiering
Histoner är proteiner som utgör nukleosomen, vilken DNA är uppvirat kring. Efter att ett protein translaterats, sker olika förändringar av det såsom att olika funktionella grupper kopplas till dess aminosyror. Detta kallas posttranslationell modifiering och exempel på sådana reaktioner är acetylering, metylering och fosforylering. På detta sätt kan strukturen på histonerna ändras, vilket i sin tur kan göra att uttrycket av gener ändras.

### RNA
Ribonukleinsyra (RNA) kan också reglera uttrycket av gener. Small interfering RNA:s (siRNA) är korta sekvenser av dubbelsträngat RNA, vilka binder till enzymkomplex. Transkription kan hindras genom olika mekanismer, alla baseras på att de olika enzymkomplexen binder till sekvenser i budbärar-RNA (mRNA) eller DNA som är homologa med siRNA-sekvensen.

### Strukturell nedärvning och prioner
Strukturell nedärvning innebär att strukturer fungerar som mall och överförs till dottercellerna. Denna typ av nedärvning är vanlig bland ciliater, encelliga organismer till vilka bland annat toffeldjuren hör.
Prionbildande proteiner existerar i flera olika stabila former. I stressiga miljöer ökar deras förmåga att veckas till infektiösa prioner. Detta skiljer sig från andra epigenetiska mekanismer i och med att det inte sker någon förändring i gentranskription, utan istället sker en förändring i veckning av färdiga protein. Prioner replikerar sig genom att de påverkar andra molekyler av samma protein att veckas på samma sätt.

## Transgenerationell epigenetisk nedärvning
Epigenetiska förändringar påverkar främst fenotypen hos den enskilda individen. Under bildandet av könscellerna sker en omprogrammering där dessa förändringar raderas och därför inte nedärvs till avkomman. Det finns dock ett antal fall där epigenetiska förändringar visat på effekter flera generationer senare, så kallad transgenerationell epigenetisk nedärvning. För att detta ska ske, krävs att förändringarna sker i könscellerna eftersom information går från könsceller till kroppsceller och inte tvärtom, en princip kallad Weismanns barriär. Eftersom växter saknar den separation mellan könsceller och kroppsceller som djur har, kan transgenerationell nedärvning förväntas ske i större utsträckning hos växter, även om det förekommer hos djur, se nedan för några exempel. Att fenoypen kan påverkas av miljön och sedan föras vidare till avkomman, påminner om Lamarckism.
Epigenetiska modifieringar kan potentiellt påverka en organisms anpassningsförmåga på kortare sikt genom att det leder till en reversibel fenotypisk variation, där organismen kan byta fenotyp som svar på miljöfaktorer. Det är omdebatterat hur stor påverkan epigenetiken har haft på evolutionen.
Vinklozolin är ett hormonstörande (endokrinstörande) ämne som används som fungicid. Hos råttor har det visats att exponering för vinklozolin i en generation får effekter i form av lägre fertilitet hos hanar och graviditetstörningar samt ökad risk för tumörer hos honor. Dessa effekter är synliga efter flera generationer, trots att exponeringen upphört.

## Medicin

### Genomisk prägling
Genomisk prägling är en epigenetisk process som förekommer hos däggdjur. Den sker i könscellerna och påverkar vilka gener som är aktiva i zygoten. De epigenetiska modifieringarna är könsspecifika vilket innebär att maternella och paternella gener uttrycks olika. Om en präglad gen är muterad hos den ena föräldern, kommer den inte att uttryckas hos zygoten och kan leda till sjukdomar såsom Prader-Willis syndrom, Angelmans syndrom och Beckwith-Wiedemanns syndrom.

### Cancer
Epigenetiska modifieringar kan vara involverade i utvecklingen av cancer. Flera typer av cancer uppvisar ett onormalt metyleringsmönster, till exempel kan CpG-öar i promotorregionen till olika tumörsuppressorgener vara hypermetylerade. Då epigenetiska modifieringar är reversibla, kan geners aktivitet återställas med hjälp av exempelvis demetylerande ämnen, något som visat sig ha effekt på vissa tumörer.